# Óblast de Arcángel
Óblast de Arcángel (en ruso: Архaнгельская oбласть, Arjánguelskaya óblast) es uno de los cuarenta y siete óblast que, junto con las veintidós repúblicas, nueve krais, cuatro distritos autónomos y tres ciudades federales, conforman los ochenta y cinco sujetos federales de Rusia. Su capital es la homónima Arcángel. Está ubicado en el distrito Noroeste, limitando al norte con los mares Blanco y de Pechora (ambos pertenecientes al mar de Barents, océano Ártico), donde posee los archipiélagos Tierra de Francisco José y Nueva Zembla, al este con Nenetsia y Komi, al sur con Vólogda y al oeste con Carelia.
El óblast de Arcángel tiene jurisdicción administrativa sobre el distrito autónomo de Nenetsia.

## Ríos
Varios ríos fluyen en dirección noroeste por el óblast de Arcángel y desembocan en el mar Blanco, (océano Ártico). El más importante de ellos es el Dviná Septentrional, y otros son el Mezén y el Onega.

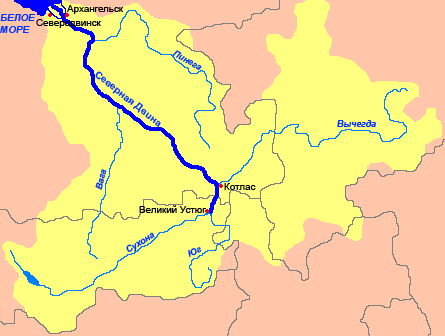
Mapa en ruso del Dviná Septentrional donde aparecen tres ciudades de este óblast: Arcángel (Арха́нгельск), Severodvinsk (Северодви́нск) y Kotlas (Котлас)
Mapa del Dviná Septentrional, donde aparecen varias ciudades de este óblast: Arcángel, Severodvinsk, Kotlas y Novodvinsk
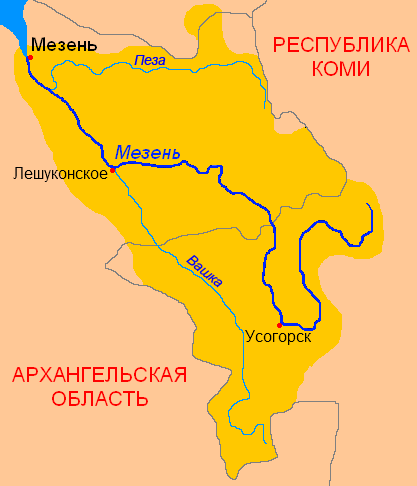
Mapa en ruso del río Mezén donde aparecen dos ciudades de este óblast: Leshukónskoye (Лешуконское) y Mezén (Мезень)
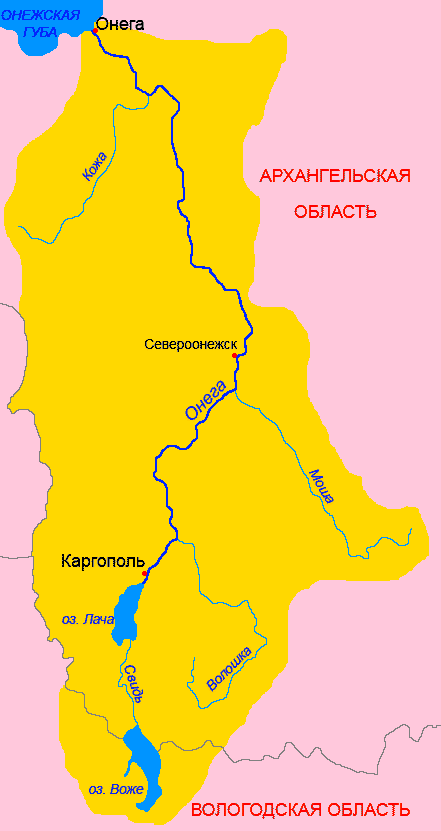
Mapa en ruso del río Onega en el que aparecen tres ciudades de este óblast: Kárgopol (Каргополь), Severoonezhsk (Североонежск) y Onega (Оне́га)

## Divisiones administrativas

### Distritos
El óblast de Arcángel está compuesto por los siguientes distritos (en ruso районы):
- Raión de Kárgopol (Каргопольский)
- Raión de Jolmogory (Холмогорский)
- Raión de Kónosha (Коношский)
- Raión de Kotlas (Котласский)
- Raión de Krasnobor (Красноборский)
- Raión de Lena (Ленский)
- Raión de Leshukónskoye (Лешуконский)
- Raión de Mezén (Мезенский)
- Raión de Niándoma (Няндомский)
- Raión de Onega (Онежский)
- Raión de Pínega (Пинежский)
- Raión de Plesetsk (Плесецкий)
- Raión de Primorie (Приморский)
- Raión de Shénkursk (Шенкурский)
- Raión del Ustia (Устьянский)
- Raión de Velsk (Вельский)
- Raión de Vérjniaya Toima (Верхнетоемский)
- Raión de Vilegodsk (Вилегодский)
- Raión de Vinográdov (Виноградовский)

### Archipiélagos
No forman parte de ningún distrito:
- Tierra de Francisco José (Земля Франца-Иосифа)
- Nueva Zembla (Новая Земля)
- Islas Solovetsky

### Poblaciones importantes
- Arcángel
- Koryazhma
- Kotlas
- Novodvinsk
- Severodvinsk
- Kónosha